# Cyanea kunthiana
Cyanea kunthiana är en klockväxtart som först beskrevs av Charles Gaudichaud-Beaupré, och fick sitt nu gällande namn av Wilhelm B. Hillebrand. Cyanea kunthiana ingår i släktet Cyanea, och familjen klockväxter. Inga underarter finns listade i Catalogue of Life.